# Peter Altmaier
Ne doit pas être confondu avec Peter Altmeier.
Pour les articles homonymes, voir Altmaier.
Peter Altmaier, né le 18 juin 1958 à Ensdorf, est un homme politique allemand de l'Union chrétienne-démocrate d'Allemagne (CDU).
Ancien fonctionnaire européen, il a été secrétaire d'État parlementaire du ministère fédéral de l'Intérieur entre 2005 et 2009, puis secrétaire général du groupe CDU/CSU au Bundestag. En 2012, il est nommé ministre fédéral de l'Environnement. Il devient, l'année suivante, directeur de la chancellerie fédérale et ministre fédéral avec attributions spéciales. Du 14 mars 2018 au 8 décembre 2021, il est ministre fédéral de l’Économie et de l'Énergie.

## Biographie

### Formation et débuts en politique
En 1974, il adhère à la Junge Union (JU), puis rejoint, deux ans plus tard, la CDU. Il passe avec succès son abitur en 1978, accomplit son service militaire obligatoire et étudie, à partir de 1980, le droit à l'université de la Sarre. Il y obtient son premier diplôme juridique d'État en 1985 et le second trois ans plus tard.

### De l'université à l'administration européenne
D'abord collaborateur scientifique à l'institut européen de son université, il rejoint, en 1990, la direction générale de l'Emploi et des Affaires sociales de la Commission européenne. En 1993, il est nommé secrétaire général de la commission administrative de la sécurité sociale des salariés itinérants.

### Ascension politique
Après avoir intégré, en 1991, le comité directeur de la CDU de Sarre, il est élu député fédéral au Bundestag en 1994, renonçant à sa carrière professionnelle. Il fait alors partie des « Jungen Wilden » (« jeunes rebelles ») de la CDU, nouant des contacts avec les écologistes. Il devient, entre 1998 et 2000, président de la sous-commission de la Justice pour le droit communautaire. Après les élections fédérales de 2002, il entre au comité directeur du groupe CDU/CSU, dont il est le responsable juridique de 2004 à 2005.

### Carrière de premier plan
Le 23 novembre 2005, il est nommé secrétaire d'État parlementaire du ministère fédéral de l'Intérieur, sous la direction de Wolfgang Schäuble. Très impliqué dans les affaires européennes, il prend, en 2006, la présidence de l'Union des fédéralistes européens (EUD). En 2008, il cède la présidence de la section de la CDU à Sarrelouis, qu'il occupait depuis 2000.
À la suite des élections fédérales de 2009, au cours desquelles il est élu dans la circonscription de Sarrelouis en battant le social-démocrate sortant, il est désigné, le 27 octobre, secrétaire général du groupe parlementaire par 98,4 % des voix, succédant à Norbert Röttgen.
En 2011, Angela Merkel le charge de convaincre les personnalités récalcitrantes au sein de la CDU de soutenir le plan de sauvetage de la Grèce.

### Ministre fédéral
Ayant cédé la présidence de l'EUD en 2011, il est choisi pour entrer au gouvernement le 16 mai 2012, en remplacement de Röttgen, comme ministre fédéral de l'Environnement, de la Protection de la nature et de la Sécurité nucléaire. Son entrée en fonction a lieu le 22 mai. Il doit notamment gérer le dossier de l'énergie nucléaire, dont Angela Merkel a déclaré en 2011 vouloir voir la fin en Allemagne.
Il est facilement réélu dans sa circonscription aux élections fédérales du 22 septembre 2013. Le 17 décembre, lors de la formation du cabinet Merkel III, soutenu par une grande coalition, il devient directeur de la chancellerie fédérale d'Allemagne, avec rang de ministre fédéral avec attributions spéciales.
À ce poste peu médiatique mais stratégique, il coordonne la politique gouvernementale et supervise les services de renseignement. Il s'investit notamment sur le scandale des écoutes d'Angela Merkel par la NSA en 2013. En 2015-2016, pendant la crise migratoire en Europe, il reste persuadé que l'Allemagne peut accueillir des milliers de réfugiés, avec pour conditions l'apprentissage de la langue, l'insertion sur le marché du travail et le développement d'une relation « émotionnelle » avec le pays qui les accueille ; il déclare par ailleurs que l'immigration « est la norme dans les sociétés développées ».
Pour les élections fédérales de 2017, il est chargé de coordonner l'écriture du programme électoral de la CDU. Battu lors des élections fédérales de 2021 dans sa circonscription de la Sarre par son collègue ministre fédéral des Affaires étrangères social-démocrate Heiko Maas, il est réélu au scrutin de liste mais renonce — à l'instar de la ministre fédérale de la Défense Annegret Kramp-Karrenbauer — à prendre possession de son mandat afin de favoriser des candidats plus jeunes, placés plus bas dans la liste de candidats, donc initialement non-élus.

## Vie privée
Célibataire, connu pour son goût pour la gastronomie, il parle couramment le français.